# Fotografía callejera

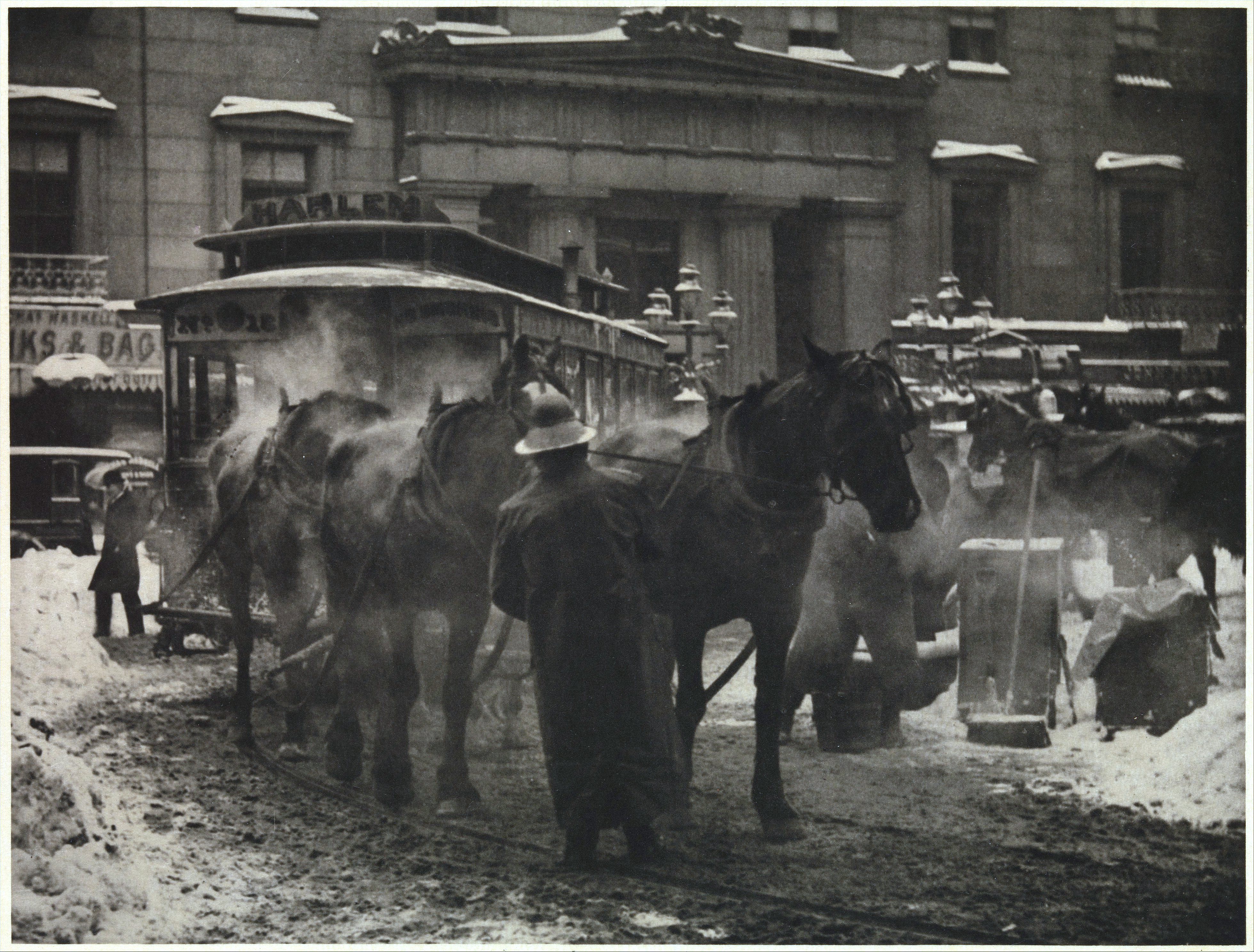
Alfred Stieglitz: "The Terminal" (1892)

Fotografía callejera o de calle es la fotografía protagonizada por la condición humana en lugares públicos. La fotografía callejera no requiere la presencia de una calle ni de un entorno urbano.  Aunque las personas por lo general son los principales sujetos en éste marco fotográfico, la ausencia de personas, su huella, o elementos propios de entornos urbanos con carácter estético o de denuncia aparecen también en múltiples ocasiones.
Encuadre y oportunidad son los aspectos clave de este género. El objetivo fundamental de la street photography es la creación de imágenes en un momento clave o decisivo. La fotografía callejera puede centrarse en mostrar emociones, así como en el registro de la historia desde abajo desde un punto de vista emocional. Del mismo modo que los fotógrafos de documentación social reflejan la gente y su comportamiento en espacios públicos con un fin documentalista de la sociedad entre otros propósitos; los fotoperiodistas trabajan en lugares públicos, capturando eventos de interés, los cuales pueden incluir personas y entornos visibles desde lugares públicos; servicios como Google Street View también registran entornos públicos a una escala masiva.
La mayor parte de lo que se considera, estilísticamente y subjetivamente, como la fotografía de calle por antonomasia, se hizo en la época que abarca desde final del siglo XIX hasta finales de 1970; un período que vio la aparición de cámaras manejables que permitieron la fotografía espontánea en lugares públicos.
Cuando un artista se mete en este género lo que trata de representar es una sociedad con unas costumbres y un vivir distinto entre los miembros de una misma generación y distinto también a los miembros de una futura o pasada generación, eso es lo que ellos consideran más atrayente de esta disciplina contar historias con la gente que ves y componer con el medio urbano.

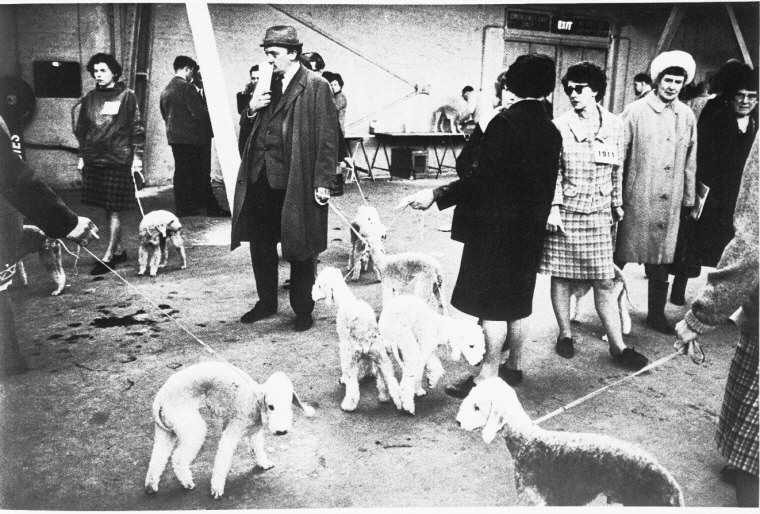
"Crufts Dog Show 1968" por Tony Ray-Jones

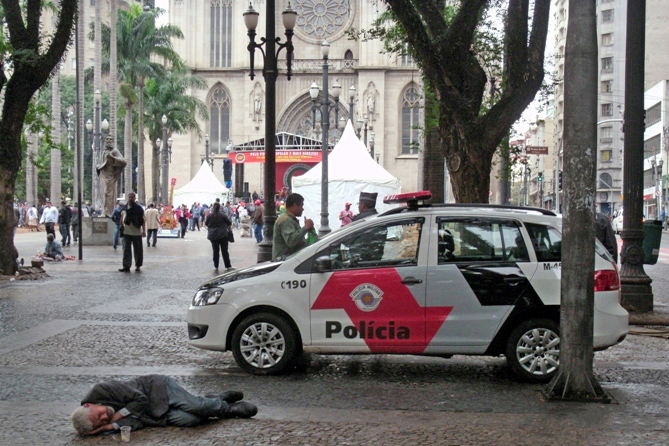
Viktor Pinchuk "Para cada uno lo suyo" (Sao Paulo, 2015)

## Historias
Eugène Atget es considerado como el padre del género, no porque fuera el primero en este, sino por su popularidad como fotógrafo parisino. A medida que la ciudad se desarrolló, Atget ayudó a promover las calles de la ciudad como un tema digno para la fotografía. Trabajó en la ciudad de París de la década de 1890 a la década de 1920. El tema principal de su trabajo se basaba principalmente en la arquitectura; escaleras, jardines y ventanas. Fotografió en ocasiones a trabajadores pero las personas no eran su principal objetivo.

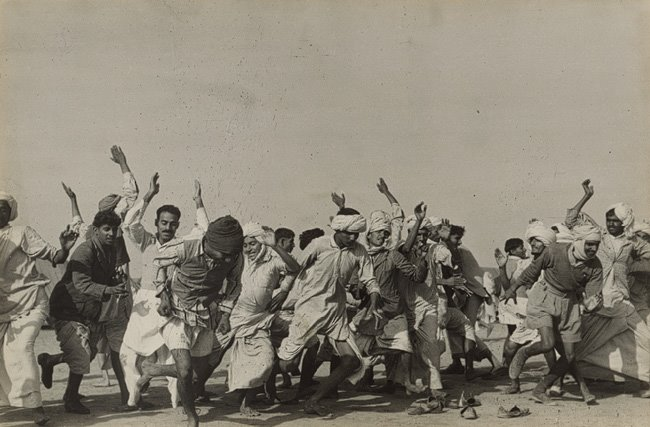
Henri Cartier-Bresson, Kurukshetra, 1947.

John Thomson, fotógrafo escocés, fotografió la calle antes de Atget y su estilo tenía más como objetivo la sociedad que este. Thomson fue vital en la transición del retrato y la fotografía pictórica a la captura de la vida cotidiana en las calles. Paul Martin está considerado un pionero, haciendo fotografías espontáneas de personas en Londres y en la costa a finales del siglo XIX y comienzos del siglo XX con el propósito de reflejar la vida de forma natural. Martin es el primer fotógrafo del que se tenga constancia de esta forma de proceder en Londres con una cámara discreta.

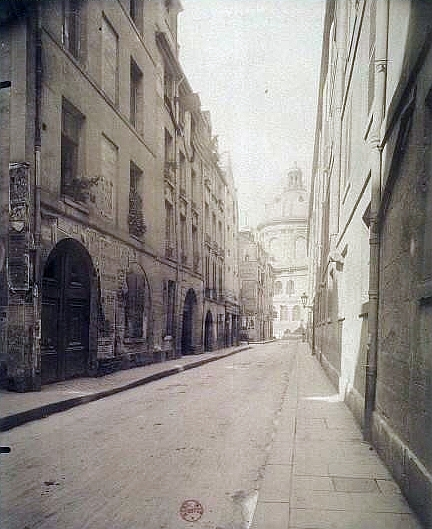
Eugène Atget, Rue Mazarine, 1902

Henri Cartier-Bresson, fotógrafo del siglo XX de reputación comparable a la de Atget,  cuyo poético estilo estaba centrado en las acciones de las personas, fue el responsable en la década de los 50 del concepto de tomar una foto en lo que él denominó el "instante decisivo", "cuando motivo, tiempo, y composición convergen en un todo trascendente. La idea del instante decisivo inspiró a sucesivas generaciones de fotógrafos para hacer fotografías espontáneas en lugares públicos antes de considerarse fotográficamente anticuada.
Los inicios de la fotografía callejera en los Estados Unidos se pueden vincular a los del jazz en el campo de la música, emergentes ambos como representación directa de la vida cotidiana. Esta conexión es visible en la obra de la Escuela de Fotografía de Nueva York. Esta Escuela no era una institución formal, sino más bien compuesta por grupos de fotógrafos de mitad del siglo XX asentados en la ciudad de Nueva York. Uno de sus fotógrafos más notables e influyentes, Robert Frank, era una parte del movimiento beat interesado en la América negra y la contracultura. En 1958, el libro de Frank The Americans, fue clave. Raw Crudas y, a menudo fuera de foco, [8] las imágenes de Frank cuestionaron la fotografía convencional de la época como los paisajes de Ansel Adams y "desafiado todas las reglas formales establecidas por Henri Cartier-Bresson y Walker Evans" además "fue una bofetada en la cara del pictorialismo y el sincero fotoperiodismo de revistas americanas como Life y Time. La corriente principal de la comunidad fotográfica en los Estados Unidos rechazó ferozmente el trabajo de Frank, pero el libro a la postre "cambió la naturaleza de la fotografía, lo que podría contar y cómo podría decirlo". Fue un trampolín para nuevos fotógrafos que buscaban romper con las restricciones del viejo estilo y "sigue siendo tal vez el más influyente libro de fotografía del siglo 20".
Inspirado por Frank, en la década de 1960 Garry Winogrand, Lee Friedlander y Joel Meyerowitz empezó fotografiar en las calles de Nueva York. comenzaron a fotografiar en las calles de Nueva York. [6][10] Phil Coomes, escribiendo para la BBC en 2013, dijo: "Para aquellos de nosotros interesados en la fotografía callejera, hay algunos nombres que destacan y uno de ellos es Garry Winogrand", el crítico Sean O'Hagan, escribiendo en The Guardián en 2014, dijo:" en los años 1960 y 70, Winogrand definió la fotografía de calle tanto como una actitud, como un estilo y se ha trabajado a su sombra desde entonces, en lo que definitivamente son sus fotografías de Nueva York".

## Técnica

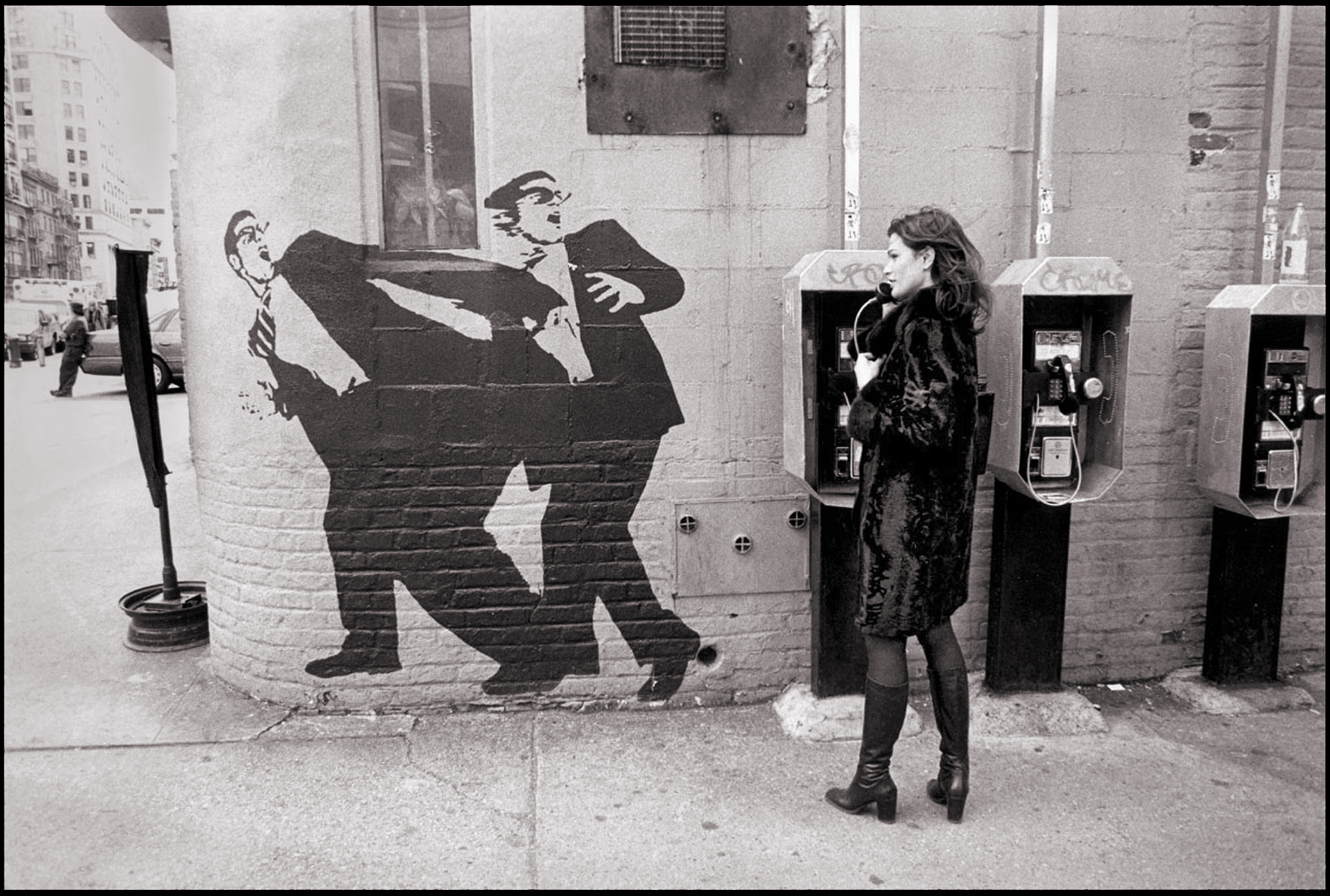
Eddie Wexler: East Village, New York City, 1998

En la fotografía callejera son utilizadas la mayoría de las cámaras; por ejemplo telemétricas, cámaras réflex digitales y de película; y cámaras compactas. Una técnica de enfoque comúnmente utilizado es el enfoque zonal - configurando una distancia de enfoque fija y disparando desde esa distancia - como una alternativa al enfoque manual y enfoque automático. Las distancias focales tradicionales (pero no exclusivas) de 28 mm a 50 mm (referidos a 35 mm), se utilizan sobre todo por su ángulo de visión y una mayor profundidad de campo, pero no se excluye la utilización de otras focales. El enfoque zonal también facilita fotografiar "desde la cadera", es decir sin encuadrar a través del visor. Alternativamente los visores a nivel de cintura y las pantallas LCD articuladas de las cámaras digitales permiten componer o ajustar el enfoque sin llamar la atención.

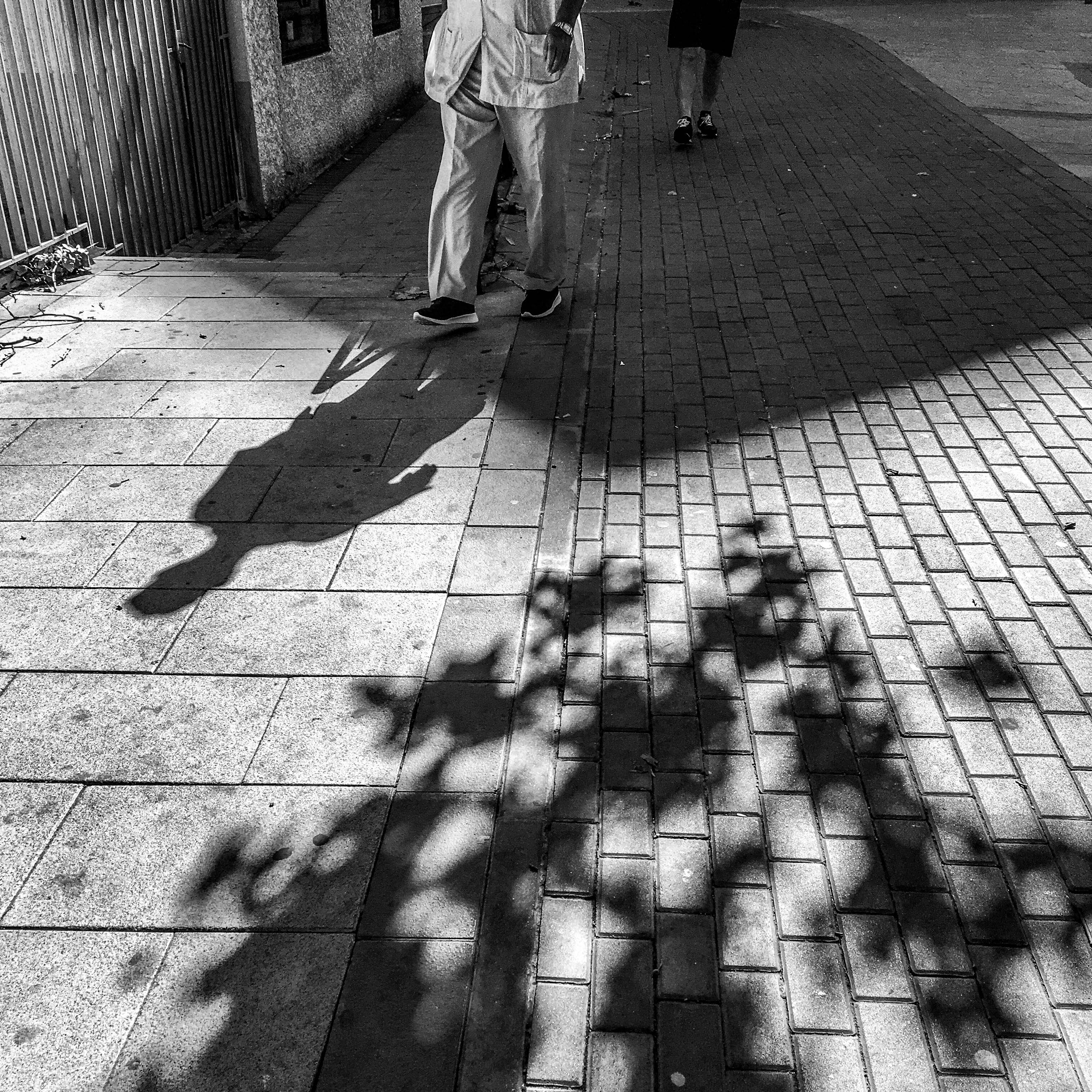
Fotografía callejera realizada con un dispositivo móvil.
Madrid, 2017.

Algunos fotógrafos/as utilizan las cámaras de su dispositivo móvil para hacer fotografía callejera, esto es debido a la alta calidad que ofrecen estos dispositivos, algunos de muchos megapixeles, gran resolución y buena adaptación a situaciones con poca luz, también nombrar que uno de los puntos a favor es su reducido tamaño, y que apenas llama la atención en la calle lo que hace que podamos tomar instantáneas más espontáneas.

## La fotografía callejera frente a la fotografía documental
La fotografía callejera y la fotografía documental puede ser géneros muy similares de la fotografía que a menudo se superponen aunque teniendo distintas cualidades individuales.
El estilo documental normalmente contiene un mensaje premeditado y una intención de registrar acontecimientos particulares de la historia. El enfoque documental incluye aspectos del periodismo, el arte, la educación, la sociología y la historia. En la documentación de investigación social, a menudo las imágenes están destinadas a la provocación o a allanar el camino para el cambio social. Por el otro lado, la fotografía callejera es reactiva y desinteresada por naturaleza; además es motivada por la curiosidad y la búsqueda creativa. Las fotografías callejeras son imágenes relativamente "no manipuladas" que reflejan la imagen de la sociedad, mostrando temas generalmente espontáneos, a partir de la utilización de un sujeto que no es consciente de estar apareciendo en la foto.

## Aspectos legales
La cuestión de los fotógrafos callejeros que toman fotografías de extraños en lugares públicos sin su consentimiento (es decir, la "fotografía cándida" por definición) con fines de bellas artes ha sido controvertida. Fotografiar personas y lugares en público es legal en la mayoría de los países, protegiendo la libertad de expresión y la libertad periodística. Suele haber límites en cuanto a la forma en que pueden utilizarse las fotografías de personas y la mayoría de los países tienen leyes específicas sobre la privacidad de las personas.
La fotografía callejera también puede entrar en conflicto con las leyes que se establecieron originalmente para proteger contra los paparazzi, la difamación o el acoso; y a veces se aplicarán leyes especiales cuando se tomen fotografías de menores.

### Unión Europea
La Ley de Derechos Humanos de la Unión Europea de 1998, que todos los países de la Unión Europea deben respetar en su legislación interna, establece en un derecho a la privacidad. El derecho a la intimidad está protegido por el artículo 8 de la Convención. En el contexto de la fotografía, está en contradicción con el derecho a la libertad de expresión del artículo 10. Como tal, los tribunales suelen considerar el interés público en equilibrar los derechos a través de la prueba legal de la proporcionalidad.

### Francia
Aunque también se limita la fotografía para proteger los derechos de privacidad, la fotografía callejera puede seguir siendo legal en Francia cuando se persigue como una forma de arte en determinadas circunstancias. Si bien en un caso destacado la libertad de expresión artística triunfó sobre el derecho de la persona a la intimidad, la legalidad dependerá en gran medida del caso concreto.

### Alemania
Alemania protege el derecho a tomar fotos en público, pero también reconoce el "derecho a la propia foto". Esto significa que, aunque a menudo se pueden tomar fotos sin el consentimiento de alguien, no deben publicarse sin el permiso de la persona que aparece en la foto. La ley también protege específicamente contra la difamación".
Sin embargo, este derecho a la foto no se extiende a las personas que no son el centro de atención de la foto (por ejemplo, que acaban de entrar en una escena), o que ni siquiera son reconocibles en la foto. Tampoco suele extenderse a las personas que son figuras públicas (por ejemplo, políticos o celebridades).
Si una fotografía se considera arte, los tribunales también tendrán en cuenta la libertad de expresión artística del fotógrafo, lo que significa que la fotografía callejera "artística" puede publicarse legalmente en ciertos casos.

### Grecia
La producción, publicación y venta no comercial de fotografías callejeras es legal en Grecia, sin necesidad de contar con el consentimiento de la persona o personas mostradas. En Grecia, el derecho a tomar fotografías y publicarlas o vender derechos de licencia sobre ellas como obras de arte o contenido editorial está protegido por la Constitución de Grecia (artículo 14 y otros artículos) y las leyes de libre expresión, así como por la jurisprudencia y los casos judiciales. También es legal fotografiar a la policía y publicar las fotografías.
La fotografía y el vídeo también están permitidos en toda la red de transporte metropolitano de Atenas, que es muy popular entre los fotógrafos callejeros griegos.

### Reino Unido
El Reino Unido ha promulgado una ley nacional de conformidad con la Ley de Derechos Humanos, que limita la publicación de determinadas fotografías.
En lo que respecta a la fotografía de la propiedad, en general, en virtud de la legislación del Reino Unido no se puede impedir la fotografía de la propiedad privada desde un lugar público, y en general el derecho a tomar fotografías en terrenos privados en los que se ha obtenido permiso es igualmente ilimitado. Sin embargo, se permite a los propietarios imponer las condiciones que deseen al entrar en una propiedad, como prohibir o restringir la fotografía. Sin embargo, hay matices en estos amplios principios.

### Estados Unidos
En los Estados Unidos, la protección de la libertad de expresión se interpreta generalmente de manera amplia, y puede incluir la fotografía.
Por ejemplo, en el caso Nussenzweig c. DiCorcia se estableció que la toma, publicación y venta de fotografías callejeras (incluidos los retratos callejeros) es legal, incluso sin el consentimiento de la persona retratada, ya que la fotografía está protegida como libertad de expresión y arte por la Primera Enmienda. Sin embargo, el Tribunal de Apelaciones del Estado de Nueva York confirmó la decisión de Nussenzweig únicamente sobre la base del plazo de prescripción y no abordó los argumentos de la libertad de expresión y la Primera Enmienda.

### Canadá
Si bien las provincias de derecho anglosajón siguen al Reino Unido en lo que respecta a la libertad de tomar fotografías en un lugar público, la ley de Quebec dispone que, en la mayoría de las circunstancias, su publicación sólo puede tener lugar con el consentimiento de los sujetos que figuran en ella.

### Japón
En el Japón se necesita permiso, o al menos una indicación de la intención de fotografiar y la ausencia de rechazo, tanto para fotografiar como para publicar fotos de personas reconocibles, incluso en lugares públicos. La "fotografía oculta" (kakushidori hidden, fotografía subrepticia) la "fotografía robada" (nusumitori sin intención de obtener permiso) y la "fotografía rápida" (hayayori antes de que se pueda dar el permiso y el rechazo) están prohibidas a menos que en la primera se obtenga el permiso del sujeto inmediatamente después de tomar la foto. Las personas tienen derechos sobre sus imágenes (shōzōken, droit de image). La ley es especialmente estricta cuando lo que se toma, o la toma, es en cualquier sentido vergonzosa. Se hace una excepción para las fotos de personas famosas en lugares públicos y para las fotografías de noticias de medios de comunicación registrados, en las que se favorece el derecho del público a saber.